# 新学书院
新学书院，又称新学大书院或天津中英学校，由英国伦敦会传教士赫立德（Samuel Lavington Hart）博士于清光绪二十八年（1902年）创办，坐落于当时天津法租界的海大道（Rue de Takou）(今和平区大沽北路与赤峰道交口原天津市第十七中学校址)。是外国教会在天津创办的最早的学院。

## 名称含义
新学书院的英文名称为Tientsin Anglo－Chinese College，其中，英文名称的含义为天津中英学校，而中文的含义则缘于清朝末期洋务运动的社会背景，在当时洋务运动提倡新兴教育办学，主张废除八股并借鉴吸纳西方的先进科学和领先的教学方式，由此来培养本国的优秀人才，新学书院因此得名。

## 历史
庚子事变之后的1900年2月，英国基督教伦敦会用中英庚子赔款董事会对其的资助创办新学书院，其前身为英国基督教伦敦会于同治三年(1864年)创建的圣经学堂-养正学堂。当时，新学书院的校舍是仿照英国牛津大学的欧洲青灰色古城堡式建筑。1930年，因为新学书院不符合当时中华民国高等院校的规模和要求，所以改为天津私立新学中学，学制为九年制。1939年，黄佐临曾任天津私立新学中学校长。
太平洋战争后，1942年8月30日，新学中学校舍被日军占领，改为天津市立第三中学及日语专科学校，张元第任校长。他将鲸鱼骨骼等送往天津特别市立博物院。
中华人民共和国成立后，1949年，天津私立新学中学设有初、高中各6个班总共12个班。1953年，新学书院改名为天津市市立第十七中学。1960年，天津市市立第十七中学高中部搬迁到贵州路原十二中学校址并改为天津市第九十中学。大沽路原址的初中部仍为天津市十七中学。1965年，原址改为天津市无线电半工半读中学。文化大革命之后，该校原址又改为天津市十七中学。1976年，唐山大地震中，新学书院老校舍全部被震毁。1980年，十七中学对校舍进行重建。2004年，新校舍在大沽路扩建工程中被完全拆除。

## 简介
新学书院在当时实行三科制，为预备科、中学科和大学科。一开始，预备科为二年制，中学科和大学科为三年制。并设有预备班，为两年制。后来，新学书院将学年调整为预科、中学科和大学科均为四年制。当时的学科内容设有历史、地理、文学、哲学、法制、经济、科学、宗教学、国语、劳动、修身、国画和体育等课程和科目。新学书院大学部分的学科分为文学部和理学部并由一些资深教员任教。大学学制为四年制，并设有格致、博学和化学等科目。当时新学书院的主楼分为南北两楼，楼内还设有礼堂、会议室、理化室、阅览室、体操房、篮球场、饭厅、学生宿舍、淋浴室、博物院、机械实验室和化学实验室等设施。新学书院设有学校董事会，当时较为著名的董事有顾维钧、林语堂和张伯苓等。 新学书院在当时注重对学生在政治和实业方面的教育。因为该校开办之初得到当时清政府特别是袁世凯的支持。新学书院原来的大礼堂中挂有袁世凯的巨幅肖像并悬有一块牌匾，上书“袁宫保堂”。新学书院的毕业生大部分进入怡和洋行、开滦矿务局、启新洋灰公司和江南水泥公司等公司任职。

## 华北博物院

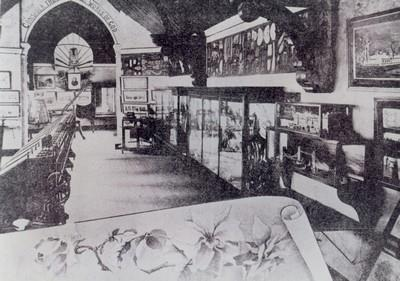
华北博物院展馆

1904年，由旅津英国伦敦会传教士赫立德依托新学书院建立了华北博物院，是天津市的第一座近代博物馆，也是学校教学的重要演示场所，在清末民初的天津曾轰动一时。

## 知名校友
新学书院知名毕业生有物理学家袁家骝，翻译家杨宪益，戏剧艺术家黄佐临，教育家罗光道，医学家刘瑞恒、朱宪彝，美籍遗传学家和生物统计学家李景均、議員齊世英等。

## 知名教师
- 埃里克·利德尔